# 후지야마촌 (나가노현)
후지야마촌(富士山村)은 나가노현 지사가타군에 설치되었던 촌이다. 현재의 우에다시에 해당한다.